# Nyírgelse
Nyírgelse is een plaats (község) en gemeente in het Hongaarse comitaat Szabolcs-Szatmár-Bereg. Nyírgelse telt 1178 inwoners (2001).